# Tumpalia tau
Tumpalia tau is een rechtvleugelig insect uit de familie krekels (Gryllidae). De wetenschappelijke naam van deze soort is voor het eerst geldig gepubliceerd in 1983 door Daniel Otte en Richard D. Alexander.
Deze soort komt voor in het uiterste noorden van het Noordelijk Territorium van Australië.